# نور الأيوبي
نور الأيوبي (مواليد 16 يناير 1997) هي لاعبة سباحة إيقاعية مصرية، مثّلت مصر في أولمبياد ريو دي جانيرو 2016 وحلت مع منتخب مصر في المركز السابع.

## روابط خارجية
- نور الأيوبي على موقع اللجنة الأولمبية الدولية (الإنجليزية)
- نور الأيوبي على موقع أوليمبيديا (الإنجليزية)